# Raspando la olla (serie de televisión chilena)
Raspando la olla es una comedia de situación chilena creada por Trinidad Jiménez y Francisca Fuenzalida. Se estrenó por Televisión Nacional de Chile el 23 de junio de 2007,  y concluyó el  el 8 de agosto del 2007. Esta comedia gira en torno a una abuela y sus cuatro nietos que están en la más absoluta miseria viviendo en la que alguna vez fue una mansión aristocrática.
Protagonizada por Peggy Cordero, José Martínez, Daniella Tobar, Alejandro Montes y Carolina Carrasco.

## Sinopsis
La familia está liderada por Julia Fontaine Arismendi (Peggy Cordero), la abuela viuda del clan, cuya mayor ocupación es guardar las apariencias de su precaria realidad, escudándose en su glorioso pasado.  
Está acompañada por sus cuatro nietos: Marcelo (José Martínez), un profesor de filosofía, que está esperando la oportunidad laboral de su vida, Andrea (Daniella Tobar): una estética y cosmetóloga cesante, aunque en realidad, ejerce como sanadora y practica terapias holísticas, Ricardo (Alejandro Montes): un pretencioso mujeriego y exestudiante de Derecho, y por último, Paola (Carolina Carrasco), una contadora auditora, la única con capacidad financiera de la familia. 
La familia siempre está “raspando la olla”, ya que no tienen ni un peso para pasar el día a día. Es así como en esta disfuncional familia, se lo pasan inventando negocios descabellados para dárselas de microempresarios independientes y convertirse en unos verdaderos chilenos emergentes. Desde la organización de despedidas de solteras con vedettos caseros, pasando por una funeraria, una empresa de médium que ofrece contacto con seres amados o un hotel cinco estrellas para mascotas, forman parte de sus intentos para tener una situación económica digna.

## Reparto

### Principales
- Peggy Cordero como Julia Fontaine Arismendi
- José Martínez como Marcelo Pérez
- Daniella Tobar como Andrea Pérez
- Alejandro Montes como Ricardo Pérez
- Carolina Carrasco como Paola Pérez

### Recurrentes e invitados
- Violeta Vidaurre
- Luis Dimas
- Greta Nilsson
- Mario Lorca
- Felipe Armas
- Rodrigo Gijón
- Samuel Guajardo
- Catherine Mazoyer
- Felipe Contreras
- Paulina Eguiluz
- María Inés Leighton
- Víctor Hugo Ogaz
- Enrique Madiña
- Mireya Moreno
- Claudia Vergara
- Ángela Vallejo
- Otilio Castro
- Roberto Prieto
- Silvia Novak
- Mauricio Latorre
- Rosario Valenzuela
- Mauricio Pitta
- Camila Leyva
- Renato Illanes
- Raúl Palma
- Verónica Arre
- Cristián Plana
- Claudia Aravena
- Andrés Olea
- Hernán Singer
- Paulo Valdés
- Paula Fernández
- Nicolás Ried
- Lucía Baeza
- Camila Segués
- Daniela Jeques

## Producción
El proyecto Chileno Emergente, de Trinidad Jiménez y Francisca Fuenzalida fue presentado en 2003 por Martín Arechega y Paula Saénz Laguna al Concurso de Fondos del Consejo Nacional de Televisión de Chile (CNTV) en categoría de series de ficción, obteniendo el financiamiento el 2 de agosto de 2004. TVN se asoció con la productora Nueva Imagen para coproducir y transmitir la serie en su programación, cuyo título se modificó a Raspando la olla. Peggy Cordero fue la actriz seleccionada para interpretar el papel principal.